# 烈酒公社

烈酒公社的標誌

烈酒公社（英語：Black Label Society）是一支1998年由扎克·懷德成立的美國重金屬樂團，來自洛杉磯。迄今為止，該樂團已經發行了10張錄音室專輯、3張現場專輯、4張精選輯、3張迷你專輯、4張影像作品和22張單曲。

## 歷史

### 《極速轟音》與樂團組建（1998 - 1999年）
在1990年代初，扎克·懷德組建了自己的個人樂團自豪與榮耀，演奏風格融合了南方搖滾和重金屬。但這支樂團只發行過一張專輯，在1994年12月解散。1996年，扎克·懷德錄製了一張個人原聲專輯《奧秘之書》並獲得一定程度的商業成功。1998年5月，扎克·懷德和鼓手菲爾·昂迪奇合作錄製了專輯《極速轟音》。他們因此決定組成一個長期活動的樂團——「烈酒公社」，而不只是讓《極速轟音》成為扎克·懷德的個人音樂作品。樂團成立後，之前曾擔任《奧秘之書》巡迴演出的節奏吉他手尼克·卡塔尼斯正式加入。而另一位曾在自豪與榮耀合作巡演過的貝斯手約翰·德塞維奧也成為烈酒公社的一員。
1998年10月28日，首張專輯《極速轟音》在日本發行。由於與火龍唱片公司簽約時程的延宕，該專輯直到1999年5月4日才在世界其他地區發行。

### 陣容變更和後續的作品發行（1999 - 2007年）
2000年4月，樂團的第二張專輯《萬念俱灰》問世，貝斯手約翰·德塞維奧的位置被史提夫·吉布取代。同年7月，鼓手菲爾·昂迪奇的位置被克雷格·努內馬克取代。2001年1月，樂團以新陣容發行首張現場專輯《酒精濃度百分百現場演唱會精選》。2002年3月，發行第三張專輯《永恆的1919》，以紀念扎克·懷德的父親。貝斯手史提夫·吉布在2001年奧茲音樂節巡演中被愛麗絲囚徒的麥克·伊內茲臨時支援，然後羅伯特·特魯希略接手了貝斯的演出。
到了2003年，羅伯特·特魯希略加入了金屬製品，使烈酒公社的貝斯手席位空缺，麥克·伊內茲因此重新加入，短暫支援為期兩週的《地獄之旅》巡迴演出。在發行第五張專輯《酒醉金迷》之前，新任貝斯手詹姆斯·洛門佐加入。新專輯發行後，樂團結束與火龍唱片公司的合約。
在前四張錄音室專輯中，創始人扎克·懷德除了鼓以外，演奏了所有樂器，包括人聲、吉他、鋼琴和貝斯。
2005年，樂團與阿提米絲唱片公司簽約後，發行第六張專輯《地下幫會》。10月，貝斯手詹姆斯·洛門佐離開樂團（幾個月後加入麥加帝斯），並由樂團的創始貝斯手約翰·德塞維奧取代。2006年，樂團與阿提米絲唱片公司結束合約，改與走鵑唱片公司簽了短期合約，發行第七張專輯《魔界狂嘯》。

### 其他活動與陣容變化（2007年至今）

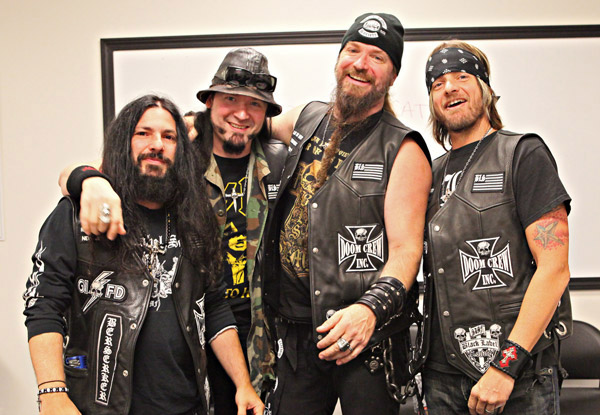
2010年的烈酒公社。

2007年7月，隨著扎克·懷德與奥茲·奥斯本巡迴演出，貝斯手約翰·德塞維奧和吉他手尼克·卡塔尼斯都開始運作各自的新樂團。約翰·德塞維奧的樂團痛苦迴圈和主流唱片公司簽約。尼克·卡塔尼斯的樂團極速樂團也展開錄音。
2010年2月，鼓手克雷格·努內馬克離開樂團，由威爾·亨特取代。同年8月，樂團發行第八張專輯《黯黑勢力》，榮登告示牌二百大專輯榜第4名。
2011年3月，鼓手威爾·亨特離開了樂團，改加入伊凡塞斯，由強尼·凱利支援巡迴演出。同年5月，烈酒公社在娛樂一線音樂公司旗下發行精選輯《青出於藍》，該作品包含新的翻唱曲，並收錄專輯《黯黑勢力》中不插電版本的音源，以及《黯黑勢力》錄音期間的未發表作品。《青出於藍》由扎克·懷德構思、創作和製作，專輯標題也是扎克·懷德對齊柏林飛船的致敬，這是他最喜歡的樂團之一。
2011年9月14日，扎克·懷德邀請瘋狂班哲明樂團的查德·舒萊格擔任烈酒公社的新鼓手。
2013年12月2日，吉他手尼克·卡塔尼斯友好的離開了樂團；2014年1月1日，達里奧·洛里納加入遞補吉他位置。

## 成員列表
| 現任成員 - 扎克·懷德 – 主唱、主奏吉他、鋼琴（1998年 - 至今）、貝斯（1998 - 2000年，2000 - 2001年，2001 - 2003年） - 約翰·德塞維奧 – 貝斯、和聲（1999年，2005年 - 至今） - 傑夫·法伯 – 鼓（2012 - 2013年，2014年 - 至今） - 達里奧·洛里納 – 節奏吉他、和聲（2014年 - 至今） | 離任成員 - 菲爾·昂迪奇 – 鼓（1998 - 2000年） - 尼克·卡塔尼斯 – 節奏吉他、和聲（1999 - 2013年） - 史提夫·吉布 – 貝斯（2000年） - 克雷格·努內馬克 – 鼓（2000 - 2010年） - 麥克·伊內茲 – 貝斯（2001年，2003年） - 詹姆斯·洛門佐 – 貝斯（2004 - 2005年） - 威爾·亨特 – 鼓（2010 - 2011年） - 強尼·凱利 – 鼓（2011年） - 麥克·弗奇 – 鼓（2011年） - 查德·舒萊格 – 鼓（2011 - 2012年，2013 - 2014年） 支援樂手 - 羅伯特·特魯希略 – 貝斯（2001 - 2003年） |

## 作品
參見主條目：烈酒公社作品列表
| - 極速轟音（1999年5月4日） - 萬念俱灰（2000年4月18日） - 永恆的1919（2002年3月5日） - 地獄之旅（2003年4月22日） - 酒醉金迷（2004年4月20日） - 地下幫會（2005年3月8日） - 魔界狂嘯（2006年9月12日） - 黯黑勢力（2010年8月10日） - 黑色梵蒂岡的地下墓穴（2014年4月8日） - 魔性全開（2018年1月19日） - 酒精濃度百分百現場演唱會精選（2001年1月16日） - 未燻黑（2013年9月24日） - 1999迪納摩露天音樂節現場（2019年5月29日） | - 詛咒之王（2005年10月） - 獵頭時代（2009年4月21日） - 黑標2010（2010年11月9日） - 青出於藍（2011年5月10日） - 殘酒碎骨（2003年8月12日） - 入侵歐陸（2006年8月22日） - 獵頭時代（2009年4月21日） - 未燻黑（2013年9月24日） - 不再流淚（2005年10月） - 聖誕重金屬（2011年11月1日） - 私生子劣貨（2019年11月29日） |

## 外部連結
- 烈酒公社官方網站
- 烈酒公社的Facebook專頁
- 烈酒公社官方Youtube頻道 （页面存档备份，存于）